# Mona (groupe)
Mona est un groupe de rock américain, originaire de Nashville, dans le Tennessee. Il se fait connaître grâce au sondage Sound of 2011 de la BBC, en décembre 2010. Le groupe est également récompensé dans la catégorie Brand New for 2011 lors des MTV Awards. Signé chez Island Records, leur premier album est publié le 16 mai 2011 au Royaume-Uni. 

## Biographie

### Débuts (2007–2009)
Le groupe se compose de Nick Brown (chant/guitare), Vince Gard (batterie), Zach Lindsey (basse) et Jordan Young (guitare). À la base originaire de Dayton, Ohio, il se situe maintenant à Nashville, Tennessee. Nick Brown révèle que le nom du groupe fait référence à sa grand-mère, Mona Brown. Formé en 2007, le groupe subit de nombreux changements durant ses premières années, notamment le départ d’un guitariste à la suite d'une altercation avec Brown. Il sera remplacé par Jordan Young ; Zach, lui, rejoint le groupe après la venue de celui-ci à Nashville, Tennessee, où Zach terminait un projet avec un autre groupe. 
En avril 2009, Nick Brown est présenté à Saul Galpem, fondateur de Nude Records par un ami mutuel. Peu après ces présentations, Galpem se rend à Nashville afin de rencontrer le groupe. Impressionné par leur performance, Galpem signe un contrat de management avec MONA, ce qui débouche à la signature d’un contrat pour un disque avec Island Records et Mercury Records en septembre 2010.

### Mona(2010–2012)
Le 20 novembre 2010, le groupe fait une apparition dans l’émission de la BBC, Later... with Jools Holland ; ils y jouent les chansons Teenager, Listen to Your Love et Lines In the Sand. Le 6 décembre 2010, le groupe fait partie du sondage Sound of 2011 : émis par la BBC, celui-ci prédit les artistes destiné au succès pour l’année à venir. Le même mois, le groupe est annoncé parmi les nommés dans la catégorie Brand New for 2011 aux MTV Awards, qu’il remporte le 3 février 2011. Le groupe lance son premier single Listen to Your Love au Royaume-Uni le 13 septembre 2010 via leur propre label indépendant, Zion Noiz Recordings. Sort ensuite le second single Trouble On the Way , toujours sur Zion Noiz Recordings/Island Records le 13 décembre 2010. Le 7 février 2011, MONA sort un troisième single, Teenager.
En février 2011, Mona annonce la sortie de leur premier album éponyme, auto-produit par le groupe dans leur cave à Nashville et mixé par le producteur Rich Costey (Foo Fighters, Muse, Arctic Monkeys). Mona est publié au Royaume-Uni le 16 mai 2011, et sera disponible aux États-Unis dès septembre.
La couverture officielle de l'album est publiée le 21 mai 2011. Un communiqué du 4 avril 2011 annonce que le groupe jouerait aux côtés de Kings of Leon lors du festival irlandais de Slane Castle (28 mai 2011). Ils tournent ensuite en son soutien dans des festivals comme le Glastonbury Festival et le Reading and Leeds Festival au Royaume-Uni, le Summer Sonic Festival au Japon, et le Splendour in the Grass en Australie. Ils tourneront aussi en tête d'affiche en Europe en été jusqu'à la fin 2011. 
Puis l'album Mona est publié aux États-Unis le 28 février 2012. Ils participent à l'émission américaine The Tonight Show with Jay Leno jouant Lean Into the Fall, et à l'émission Conan le 2 mars 2012, jouant le même single.

### Torches and Pitchforks(depuis 2013)
Le 12 juin 2013, Mona annonce la sortie d'un deuxième album, Torches and Pitchforks, chez Mercury Records le 23 juillet. Ils annoncent également des dates de tournée à commencer par Columbus, dans l'Ohio, le 7 juillet. Après la tournée en soutien à Torches and Pitchforks entre 2013 et 2014, le groupe fait appel à Pierce Alexander Lindsey (frère de Zach Lindsey) pour remplacer Vince Gard à la batterie, absent depuis le nouvel an lors de leur concert au Tidballs, Bowling Green, dans le Kentucky. En avril 2015, Mona place Pierce Alexander Lindsey à la troisième guitare recrute un nouveau batteur, Justin Wilson.
Le 23 septembre 2016, Mona annonce la sortie d'un EP, In the Middle pour le 28 octobre au label Bright Antenna Records. Puis ils tournent avec The Wombats, et avec July Talk en novembre 2016.

## Membres

### Membres actuels
- Nick Brown – chant, guitare, piano (depuis 2007)
- Zach Lindsey – basse (depuis 2007)
- Jordan Young – guitare (depuis 2007)
- Pierce Alexander Lindsey - guitare (depuis 2013), batterie (2013)
- Justin Wilson - batterie (depuis 2015)

### Ancien membre
- Vince Gard – batterie (2007–2013)

## Discographie

### Albums studio
- 2011 : Mona
- 2013 : Torches and Pitchforks
- 2018 : Soldier on

### Singles
- 2010 : Listen to Your Love
- 2011 : Trouble On the Way
- 2011 : Teenager
- 2011 : Shooting the Moon
- 2012 : Lean Into the Fall
- 2013 : Goons (Baby I Need It All)
- 2016 : In the Middle

## Vidéos
- 2010 : Listen to Your Love (réalisé par Jordan Noel)
- 2010 : Trouble On the Way (réalisé par Jordan Noel)
- 2011 : Teenager (réalisé par Jordan Noel)

## Récompenses
| Année | Organisation      | Nommé | Récompense         | Résultat |
| ----- | ----------------- | ----- | ------------------ | -------- |
| 2010  | BBC Sound of 2011 | Mona  | Sound of 2011      | Nommé    |
| 2010  | MTV Awards        | Mona  | Brand New for 2011 | Gagnant  |